# 新維克托里夫卡 (扎波羅熱州)
47°56′8″N 35°50′28″E / 47.93556°N 35.84111°E
新維克托里夫卡（烏克蘭語：Нововікторівка）是位於烏克蘭東南部的村莊，由扎波羅熱州扎波羅熱区的新米科拉伊夫卡市鎮負責管轄。該村處於索洛納河右岸，面積4.72平方公里，海拔高度88米。